# Білевич Валентин
Валентин Білевич; (1823, с. Соколя, Перемиський округ, Королівство Галичини та Володимирії, Австро-Угорщина — ?) — землероб і мельник з с. Соколя, посол до Галицького сойму (1861—1867) та австрійського парламенту (1861—1865).
Посол 1-го скликання Галицького сойму (1861—1866 роки). Обраний у IV курії від виборчого округу № 18 Мостиська—Судова Вишня через невизнання Соймом попередньо обраного Олекси Балабуха. 
Посол першої каденції австрійського парламенту (1861—1865) від Сойму, представляв судові повіти Перемиського округу (Перемишль, Нижанковичі, Ярослав, Сенява, Радимно, Яворів, Краковець, Мостиська, Судова Вишня).